# 1434年
| 千纪： | 2千纪 |
| 世纪： | 14世纪 \| 15世纪 \| 16世纪                                                                                 |
| 年代： | 1400年代 \| 1410年代 \| 1420年代 \| 1430年代 \| 1440年代 \| 1450年代 \| 1460年代                           |
| 年份： | 1429年 \| 1430年 \| 1431年 \| 1432年 \| 1433年 \| 1434年 \| 1435年 \| 1436年 \| 1437年 \| 1438年 \| 1439年 |
| 纪年： | 甲寅年（虎年）；明宣德九年；越南紹平元年；日本永享六年                                                     |

## 大事记
- 蒙古
  - 蒙古瓦剌部領袖脫歡殺東部蒙古阿蘇特領袖阿魯台，擁立元裔脫脫不花為汗，自為太師，又殺死了本部的賢義王太平、安樂王把禿孛羅，統一瓦剌四部，鞑靼君主、第25代蒙古大汗阿台汗東逃科爾沁。
- 波蘭
  - 雅蓋沃和索菲婭（英语：Sophia of Halshany）的長子繼位雅蓋隆王朝時期的波蘭國王。
- 意大利
  - 佛羅倫斯共和國取消對科西莫·德·美第奇的流放令，美第奇家族返回佛罗伦萨並建立僭主政治。
- 葡萄牙
  - 葡萄牙航海家吉爾·埃阿尼什成功穿越非洲西岸危險的博哈多爾角並成功返回，宣告了葡萄牙對非洲大陸探險開拓的全面開始。

## 逝世
- 阿魯台，蒙古阿蘇特的領袖。
- 雅蓋沃，立陶宛大公和波蘭國王，波蘭立陶宛聯邦的奠基人。